# Ladignac-le-Long
Ladignac-le-Long är en kommun i departementet Haute-Vienne i regionen Nouvelle-Aquitaine i västra Frankrike. Kommunen ligger i kantonen Saint-Yrieix-la-Perche som tillhör arrondissementet Limoges. År 2022 hade Ladignac-le-Long 1 159 invånare.

## Befolkningsutveckling
Antalet invånare i kommunen Ladignac-le-Long
| Referens: INSEE |